# Codonopsis
- Commons
- Wikispecies

Codonopsis é um gênero botânico pertencente à família Campanulaceae.